# Mário Claúdio Nogueira Carreiras
Mário Claúdio Nogueira Carreiras, noto anche con lo pseudonimo di Marinho (Porto, 30 marzo 1985), è un ex giocatore di calcio a 5 portoghese.

## Palmarès

### Competizioni nazionali
- Campionato portoghese: 1

Benfica: 2011-12
- Coppa del Portogallo: 1

Benfica: 2011-12
- Supertaça de Portugal: 2

Benfica: 2009, 2012
- Supercoppa italiana: 1

Luparense: 2013

### Competizioni internazionali
- Coppa UEFA: 1

Benfica: 2009-10